# Elizabeth (Minnesota)
Elizabeth é uma cidade localizada no Estado americano de Minnesota, no Condado de Otter Tail.

## Demografia
Segundo o censo americano de 2000, a sua população era de 172 habitantes.
Em 2006, foi estimada uma população de 184, um aumento de 12 (7.0%).

## Geografia
De acordo com o United States Census Bureau tem uma área de 0,9 km², dos quais 0,9 km² cobertos por terra e 0,0 km² cobertos por água. Elizabeth localiza-se a aproximadamente 381 m acima do nível do mar.

## Localidades na vizinhança
O diagrama seguinte representa as localidades num raio de 24 km ao redor de Elizabeth.